# Font de la Sarga (Tercui)
La Font de la Sarga és una font del terme municipal de Tremp, del Pallars Jussà, a l'antic terme ribagorçà de Sapeira, en territori del poble de Tercui.
Està situada a 665 m d'altitud, a prop i al nord-oest de Tercui, al vessant nord-oest del serrat on es troba aquest poble. S'hi origina el barranc de la Sarga, que davalla cap al nord-oest per abocar-se en el barranc Fondo.